# Pselaphacus
Pselaphacus é um género de coleópteros da família Erotylidae.